# Raffeln

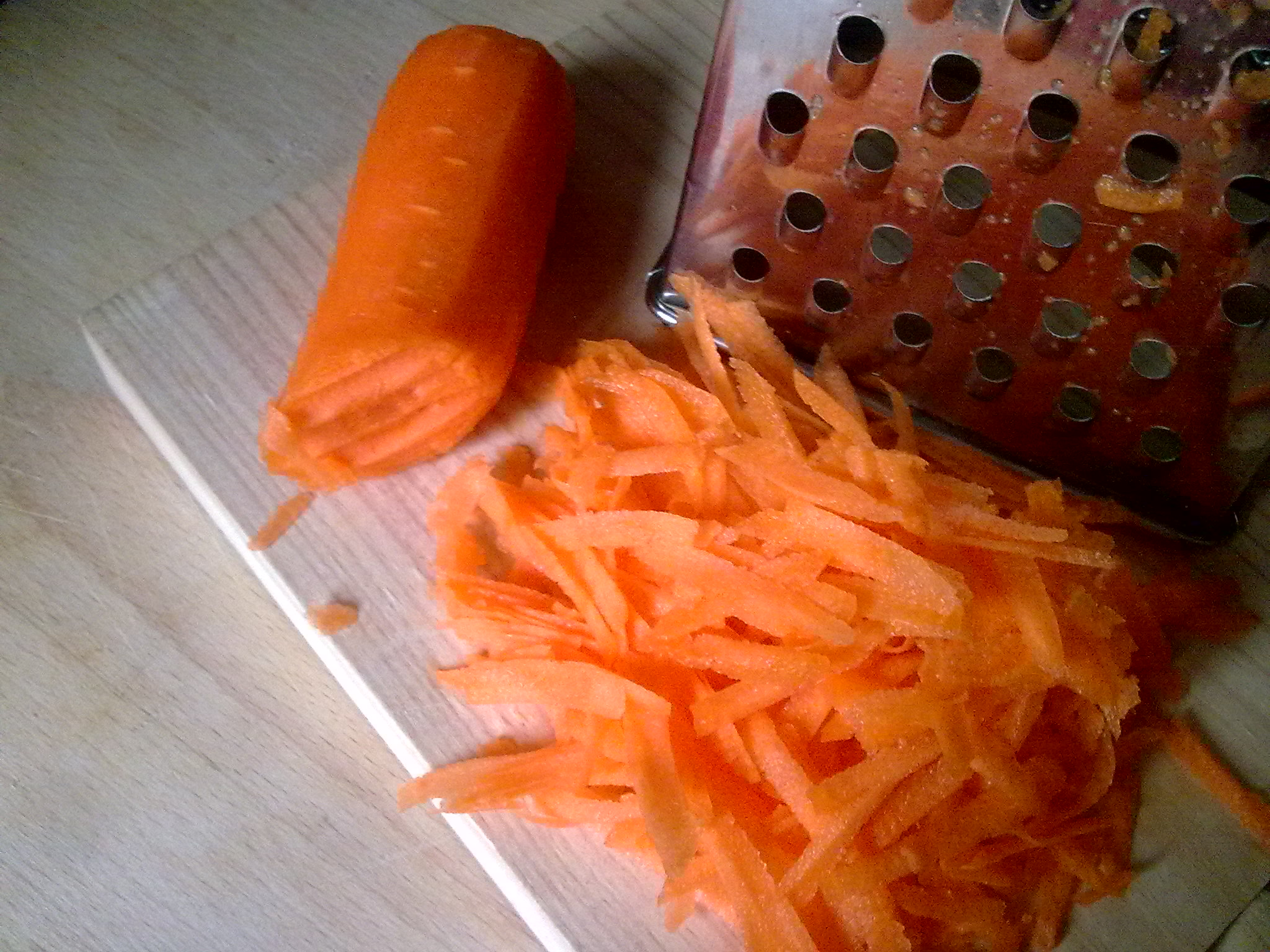
Geraffelte Karotten

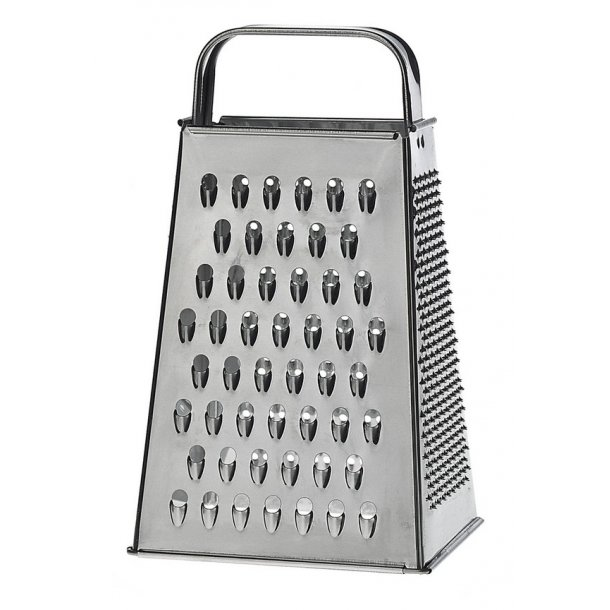
Raffel grob (ermöglicht eine stiftförmige Zerkleinerung, im Gegensatz zur kleinlöchrigen rechten Seite dieser Reibe, die das Reibegut zerbröckelt)

Unter Raffeln versteht man die Zerkleinerung („spanende Bearbeitung“) von Obst, Gemüse oder Käse mit einem Küchengerät zu kleinen, stiftförmigen Stückchen, entweder durch eine spezielle Küchenmaschine oder manuell mittels einer Reibe/Raspel/Raffel. Typische Anwendungen für Rösti, Reibekuchen, Karottensalat und Selleriesalat oder „geriebener Apfel“ im Birchermüesli.
Der Duden nennt raspeln ohne besondere Anmerkung, wohingegen raffeln „mit einer groben Reibe zu kleinen, stiftförmigen Stückchen zerkleinern; raspeln“ und eine landschaftliche Wendung sei.
Geraffelt wird Gemüse mit fester Struktur, z. B. Möhren, Kohlrabi, während weichere Gemüse wie z. B. Zucchini geraspelt werden, und anderes wird in Scheiben gehobelt, z. B. Gurken, Rettich.

## Die „Raffel“
Der Begriff Raffel hat zwei Bedeutungen: Klatschmaul (lautmalend zu rappeln) und dann sowohl ein Gerät zum Abstreifen von Beeren als auch ein Küchengerät zum Gemüseraspeln, letztere Bedeutung in Abhängigkeit vom Verb raffeln, eine Intensivbildung zu raffen.
Schweizerisch auch die „Raffle“ (auch Rafele, Diminutiv Rafeli) für verschiedene Werkzeuge wie: das Reibeisen, ein gelöchertes Blech zum Schnitzeln, Schaben und Zerreiben von Kartoffeln, Muskatnuss etc. Des Weiteren für eine grobe Feile oder eine Hanfbreche. Eine Raffel ist in der Schweiz eine Klapper oder auch ein „schwatzhaftes Weib“.

## Andere Bedeutungen
Neben dieser Bedeutung gibt es noch regional die Bedeutung viel, schnell und nicht unbedingt qualifiziert reden für Raffeln bzw. Geraffel. Süßholz raspeln wiederum hat die Bedeutung von jmd. nach dem Mund reden, jmd. schmeicheln.

## Etymologie
Nach Kluge sind sowohl die Raspel als auch die Raffel mit dem Verb raffen verwandt, das von einem Stamm *-hrap hergeleitet wird; als Raffel wird in manchen Gegenden aber auch ein Gerät bezeichnet, das zum Abstreifen von Beeren, nicht aber zum Zerkleinern dient (vgl. Blaubeerkamm).
Raffeln im Sinne von Klatsch verbreiten ist mit rappeln verwandt, was lärmen bedeutet. Eine Nebenbedeutung ist aus dem Ausdruck Es rappelt bei jemandem bekannt. Möglicherweise sind hier Einflüsse aus dem Französischen (rêver = träumen, phantasieren) und dem Lateinischen (rabere = irre sein) vorhanden.